# Чебурашка (мультфильм, 1971)
«Чебурашка» — советский кукольный мультипликационный фильм, поставленный Романом Качановым и выпущенный киностудией «Союзмультфильм» 6 июня 1971 года. Продолжение фильма «Крокодил Гена» (1969).

## Сюжет
У крокодила Гены день рождения. Его поздравляет Чебурашка и дарит ему подарок — игрушечный вертолётик. Друзья запускают вертолётик, в результате чего тот уносит Чебурашку, державшего его при запуске, на большое расстояние. Дальше друзья видят отряд пионеров. Они просят, чтобы те приняли их в свои ряды. Сначала пионеры предлагают им поселиться в живом уголке, но друзья отказываются и настаивают на своём. После короткой дискуссии выясняется, что Гена и Чебурашка не умеют ни делать скворечники, ни разводить костры, ни маршировать. Пионеры объявляют им, что в отряд их не берут и предлагают всему, что они не умеют, научиться. После этого, друзья пытаются построить скворечник, но у них ничего не получается. Затем они успешно строят детскую площадку и даже безвозмездно помогают пионерам собирать металлолом. В знак благодарности за постройку площадки и помощь в сборе металлолома пионеры принимают друзей в отряд и учат маршировать.

## Роли озвучивали
- Тамара Дмитриева — пионеры / дети
- Василий Ливанов — Крокодил Гена
- Клара Румянова — Чебурашка / дети
- Владимир Ферапонтов —  Крокодил Гена (вокал) / почтальон

## Создатели
- Авторы сценария: Эдуард Успенский, Роман Качанов
- Текст песни: Александра Тимофеевского
- Режиссёр: Роман Качанов
- Художник-постановщик: Леонид Шварцман
- Оператор: Теодор Бунимович
- Композитор: Владимир Шаинский
- Звукооператор: Георгий Мартынюк
- Художники-мультипликаторы: Майя Бузинова, Наталья Дабижа, Юрий Норштейн

## Песни
В мультфильме звучит «Песенка крокодила Гены» Владимира Шаинского на слова Александра Тимофеевского в исполнении Владимира Ферапонтова.
В некоторых источниках ошибочно указывается, что в данном мультфильме звучала также «Песенка Чебурашки» («Я был когда-то странной игрушкой безымянной…») на стихи Эдуарда Успенского в исполнении Клары Румяновой, хотя на самом деле она использовалась в аудиоспектакле «Чебурашка» 1975 года.

## Признание

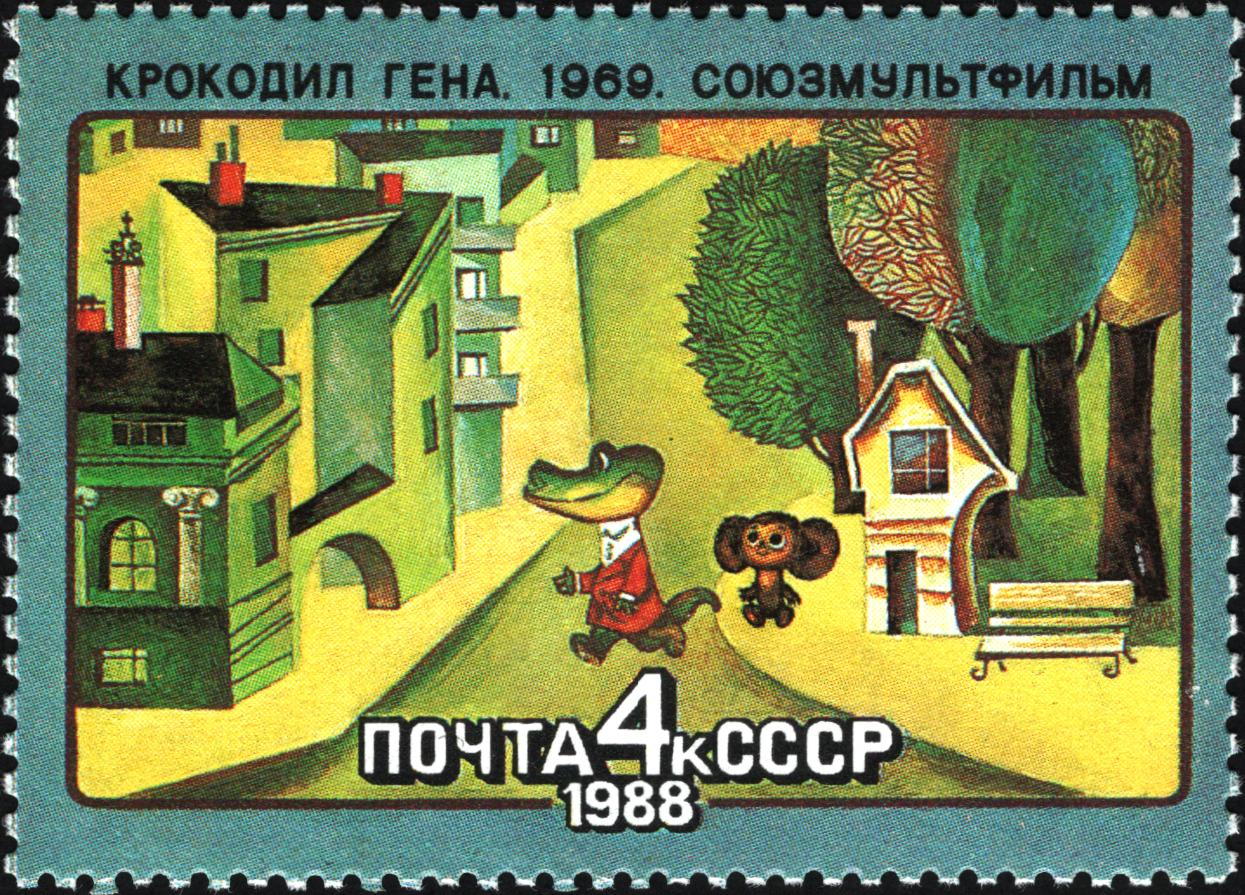
Почтовая марка СССР

В 2003 году на Токийской международной ярмарке анимации японская фирма SP International приобрела у «Союзмультфильма» права на распространение в Японии мультфильмов о Чебурашке до 2023 года.
С 2004 года Чебурашка стал талисманом Олимпийской сборной России.

### Награды
- 1972 год — V Всесоюзный кинофестиваль (Тбилиси) — приз и премия за лучший мультфильм
- 1972 год — «Песенка крокодила Гены» — лауреат фестиваля «Песня года» в исполнении солиста БДХ ЦТ и ВР СССР Серёжи Парамонова; после бурной и продолжительной овации организаторам фестиваля пришлось позволить исполнить песню на бис (редчайший случай в истории «Песни года»)[4]

### Памятники Чебурашке
- Памятник, изображающий Чебурашку, крокодила Гену и Шапокляк, был установлен в 2005 году в подмосковном городе Раменское (скульптор Олег Ершов)[5]. Также памятник Чебурашке планировалось установить в 2007 году в Нижнем Новгороде[6][7].
- Ещё один памятник крокодилу Гене и Чебурашке, наряду со скульптурами других героев советских мультфильмов, установлен в Хабаровске возле городских прудов, неподалёку от ледовой арены[8].
- Памятник Чебурашке и крокодилу Гене установлен в г. Кременчуг (Полтавская обл., Украина)[9][10].
- 29 мая 2008 года на территории детского сада номер 2550 в Восточном административном округе Москвы был открыт музей Чебурашки[11].

## Другие мультфильмы из серии про Гену и Чебурашку
- 1969 — «Крокодил Гена»
- 1974 — «Шапокляк»
- 1983 — «Чебурашка идёт в школу»
- 2013 — «Чебурашка» (Cheburashka)